# Diócesis de Rafaela
La diócesis de Rafaela (en latín: Dioecesis Raphaëliensis) es una circunscripción eclesiástica de la Iglesia católica en Argentina. Se trata de una diócesis latina, sufragánea de la arquidiócesis de Santa Fe de la Vera Cruz. Desde el 11 de noviembre de 2022 su obispo es Pedro Javier Torres.

## Territorio y organización

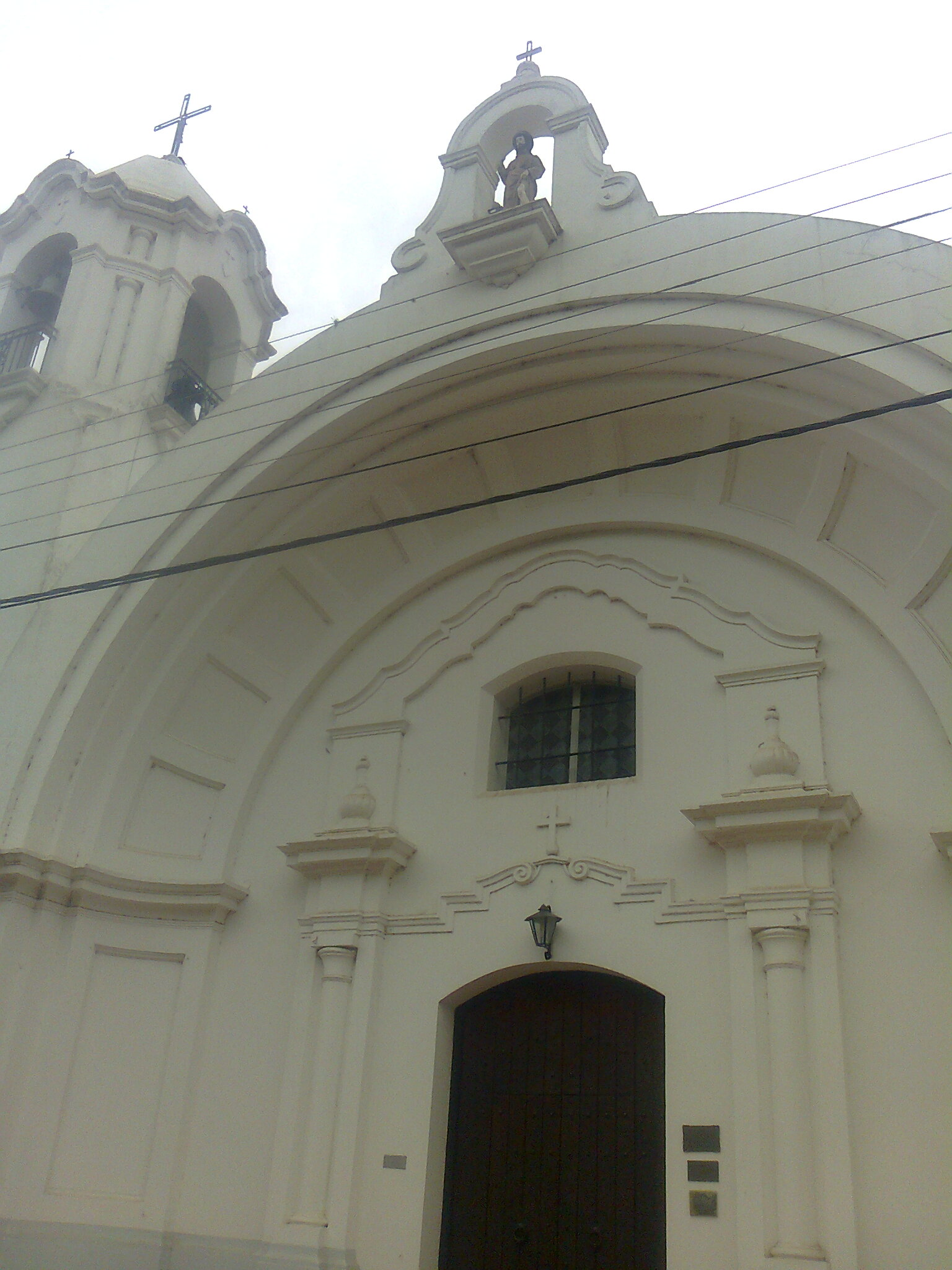
Parroquia San Roque, en Ataliva

La diócesis tiene 38 320 km² y extiende su jurisdicción sobre los fieles católicos de rito latino residentes en la provincia de Santa Fe: en los departamentos de Castellanos, Nueve de Julio y San Cristóbal.

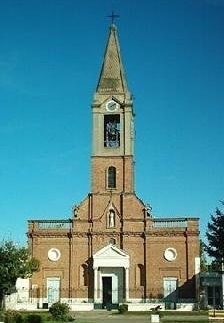
Iglesia de María Juana

La sede de la diócesis se encuentra en la ciudad de Rafaela, en donde se halla la Catedral de San Rafael. 
En 2020 en la diócesis existían 31 parroquias.

## Historia
La diócesis de Rafaela fue erigida por el papa Juan XXIII, con la bula Cum Venerabilis el 10 de abril de 1961, separando territorio de la diócesis de Reconquista. Su primer obispo fue Vicente Faustino Zazpe, elegido por el papa Juan XXIII el 12 de junio de 1961, hasta el 26 de octubre de 1968, día en que fue promovido a arzobispo coadjutor de Santa Fe.
Antonio Alfredo Brasca fue nombrado por el papa Pablo VI el 30 de diciembre de 1968 como obispo de la diócesis. Estuvo dirigiendo pastoralmente la diócesis hasta su fallecimiento, el 26 de junio de 1976. Al día siguiente de la muerte de Brasca, Zazpe fue elegido por Pablo VI como administrador apostólico de Rafaela mientras era arzobispo coadjutor en Santa Fe.
El tercer obispo fue Alcides Jorge Pedro Casaretto, siendo designado por el papa Pablo VI el 28 de diciembre de 1976. El 19 de marzo de 1983 el papa Juan Pablo II lo trasladó a la diócesis de San Isidro como obispo coadjutor con derecho de sucesión. Héctor Gabino Romero fue electo como el cuarto obispo por Juan Pablo II el 7 de enero de 1984. Antes, había sido obispo auxiliar de Lomas de Zamora. Ocupó el cargo hasta su muerte el 23 de mayo de 1999.
Juan Pablo II eligió a Carlos María Franzini para suceder a Romero el 29 de abril de 2000. El 10 de noviembre de 2012 el papa Benedicto XVI lo eligió como arzobispo de Mendoza. Su sucesor fue Luis Alberto Fernández, quien fue promovido a ese cargo por el papa Francisco el 10 de septiembre de 2013.

## Estadísticas
Según el Anuario Pontificio 2021 la diócesis tenía a fines de 2020 un total de 289 690 fieles bautizados.
| Año                                                                             | Población            | Población | Población      | Sacerdotes | Sacerdotes    | Sacerdotes    | Bautizados por sacerdote | Diáconos permanentes | Religiosos | Religiosos | Parroquias |
| Año                                                                             | Bautizados católicos | Total     | % de católicos | Total      | Clero secular | Clero regular | Bautizados por sacerdote | Diáconos permanentes | Varones    | Mujeres    | Parroquias |
| ------------------------------------------------------------------------------- | -------------------- | --------- | -------------- | ---------- | ------------- | ------------- | ------------------------ | -------------------- | ---------- | ---------- | ---------- |
| 1966                                                                            | ?                    | 197 900   | ?              | 37         | 30            | 7             | ?                        |                      | 7          | 56         | 36         |
| 1970                                                                            | 178 000              | 190 000   | 93.7           | 42         | 34            | 8             | 4238                     |                      | 8          | 85         | 33         |
| 1976                                                                            | 143 000              | 196 007   | 73.0           | 39         | 31            | 8             | 3666                     |                      | 18         | 85         | 37         |
| 1980                                                                            | 194 000              | 215 000   | 90.2           | 40         | 31            | 9             | 4850                     | 1                    | 16         | 70         | 31         |
| 1990                                                                            | 225 000              | 245 000   | 91.8           | 40         | 32            | 8             | 5625                     | 6                    | 13         | 92         | 33         |
| 1999                                                                            | 264 000              | 290 000   | 91.0           | 42         | 37            | 5             | 6285                     | 6                    | 5          | 66         | 37         |
| 2000                                                                            | 268 000              | 295 000   | 90.8           | 41         | 38            | 3             | 6536                     | 6                    | 3          | 67         | 37         |
| 2001                                                                            | 276 000              | 300 000   | 92.0           | 44         | 41            | 3             | 6272                     | 6                    | 3          | 66         | 37         |
| 2002                                                                            | 242 250              | 255 008   | 95.0           | 44         | 41            | 3             | 5505                     | 6                    | 3          | 65         | 37         |
| 2003                                                                            | 230 000              | 255 008   | 90.2           | 45         | 43            | 2             | 5111                     | 7                    | 2          | 59         | 37         |
| 2004                                                                            | 230 000              | 255 008   | 90.2           | 45         | 43            | 2             | 5111                     | 8                    | 2          | 58         | 35         |
| 2010                                                                            | 250 255              | 277 540   | 90.2           | 39         | 39            |               | 6416                     | 14                   |            | 44         | 36         |
| 2014                                                                            | 267 000              | 288 877   | 92.4           | 46         | 46            |               | 5804                     | 13                   |            | 48         | 36         |
| 2017                                                                            | 280 268              | 303 202   | 92.4           | 44         | 44            |               | 6369                     | 14                   |            | 44         | 36         |
| 2020                                                                            | 289 690              | 318 196   | 91.0           | 45         | 45            |               | 6437                     | 13                   | 2          | 29         | 31         |
| Fuente: Catholic-Hierarchy, que a su vez toma los datos del Anuario Pontificio. |                      |           |                |            |               |               |                          |                      |            |            |            |

Tiene 108 iglesias y capillas, 1 santuario, 1 monasterio femenino y 13 casas de religiosas. Además, cuenta con 16 centros educativos.

## Episcopologio
| Orden | Imagen | Obispo                                            | Inicio                           | Fin                                                          | Referencias |
| 1º    |        | Vicente Faustino Zazpe †                          | 12 de junio de 1961              | 3 de agosto de 1968 nombrado arzobispo coadjutor de Santa Fe | [ 3 ]       |
| 2º    |        | Antonio Alfredo Brasca †                          | 30 de diciembre de 1968          | 26 de junio de 1976 falleció                                 | [ 4 ]       |
|       |        | Vicente Faustino Zazpe (administrador apostólico) | 27 de junio de 1976              | 19 de marzo de 1977                                          | [ 3 ]       |
| 3º    |        | Alcides Jorge Pedro Casaretto                     | 28 de diciembre de 1976          | 14 de marzo de 1983 nombrado obispo coadjutor de San Isidro  | [ 5 ]       |
| 4º    |        | Héctor Gabino Romero †                            | 7 de enero de 1984               | 23 de mayo de 1999 falleció                                  | [ 6 ]       |
| 5º    |        | Carlos María Franzini †                           | 29 de abril de 2000              | 10 de noviembre de 2012 nombrado arzobispo de Mendoza        | [ 7 ]       |
| 6º    |        | Luis Alberto Fernández Alara                      | 10 de septiembre de 2013         | 11 de noviembre de 2022 retirado                             | [ 8 ]       |
| 6º    |        | Pedro Javier Torres                               | Desde el 11 de noviembre de 2022 |                                                              |             |